# Iran-Aseman-Airlines-Flug 3704
Am 18. Februar 2018 verunglückte eine ATR 72-212 auf dem  Iran-Aseman-Airlines-Flug mit der  Flugnummer EP3704, einem Linienflug von Teheran-Mehrabad nach Yasudsch; es handelte sich um einen Inlandsflug. Der Unfallort liegt im Dena-Massiv des Zāgros-Gebirges nördlich des Zielflughafens. Nach Angaben der Fluggesellschaft waren 66 Personen an Bord, davon 60 Passagiere, zwei Piloten, zwei Flugbegleiter und zwei Sicherheitsbeamte.

## Flugzeug
Die ATR 72-212 (Kennzeichen: EP-ATS, c/n: 391) hob am 26. Oktober 1993 zu ihrem Erstflug ab und wurde am 12. Dezember 1993 an Iran Aseman Airlines ausgeliefert. Zum Zeitpunkt des Unfalls war die Unfallmaschine 24 Jahre und 4 Monate alt. Die Gesellschaft betrieb das Flugzeug durchgängig bis ins Jahr 2010. Danach wurde das Flugzeug für sieben Jahre eingelagert und im November 2017 wieder in einen lufttüchtigen Zustand versetzt.

## Flugverlauf
Das Flugzeug startete gegen 8 Uhr Ortszeit (05:30 Uhr MEZ) in Teheran und verunglückte etwa eine Stunde und 30 Minuten später. Beim letzten Radarkontakt befand sich die Maschine 26 Kilometer (14 NM) nördlich des Zielflughafens.

## Unfalluntersuchung

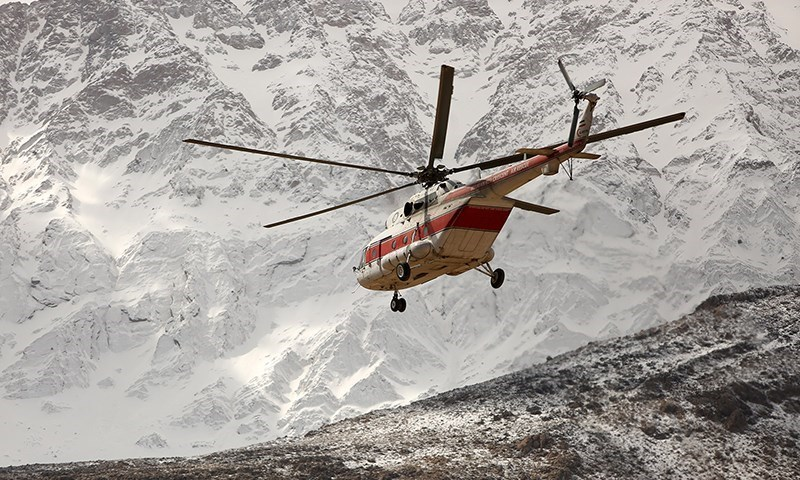
Hubschrauber startet zur Wracksuche (19. Februar 2018)

Die Lokalisierung des Wracks durch Hubschrauber wurde aufgrund der örtlichen Witterungsbedingungen, einschließlich Nebel und Schnee, erschwert und das Wrack erst am 20. Februar 22 Kilometer nordnordöstlich von Yasudsch, am Berg Dena, Zāgros-Gebirge, Provinz Isfahan, gefunden.
Einer Erklärung von Iran Aseman Airlines vom 18. Februar zufolge hätte niemand den Absturz überlebt, jedoch wurde diese Erklärung wegen des witterungsbedingten Mangels an gesicherten Informationen im Tagesverlauf zurückgezogen.
Die Unfalluntersuchung wurde von der iranischen Zivilluftfahrtbehörde CAO geleitet, mit Unterstützung von drei BEA-Mitarbeitern.
Ohne Vorliegen von Untersuchungsergebnissen schloss Iran Aseman Airlines technische Ursachen aus und erklärte, dass die schlechten Wetterverhältnisse für den Unfall ursächlich seien. Die CAO sprach ein Flugverbot für alle fünf ATR-72 der Fluggesellschaft aus. Bis zum 21. Februar 2018 konnten die Suchtrupps 45 Leichen feststellen, danach mussten aufgrund des Wetters weitere Bergungsarbeiten vorerst unterbrochen werden.
Am 11. März 2018 wurden erste Ergebnisse der Auswertungen von Flugdatenschreiber und Stimmenrekorder veröffentlicht. Bis dato waren keine technischen Probleme festgestellt worden. Dagegen spricht sehr viel für einen sogenannten „kontrollierten Flug ins Gelände“ (Controlled flight into terrain).
Nach dem Stand von August 2018 hatten die Piloten den Sinkflug unter die freigegebene Höhe von 17.000 Fuß (5.181 m) und die Mindestsicherheitshöhe von 15.500 Fuß (4.724 m) fortgesetzt, bis sie in einer Höhe von 13.120 Fuß (3.998 m) in den Berg Dena flogen. Alle 66 Insassen (60 Passagiere und 6 Besatzungsmitglieder) wurden getötet.